# Elezioni legislative nei Paesi Bassi del 2021
Le elezioni legislative nei Paesi Bassi del 2021 si sono tenute dal 15 al 17 marzo per il rinnovo della Tweede Kamer. 
In seguito all'esito elettorale, Mark Rutte, espressione del Partito Popolare per la Libertà e la Democrazia, è stato riconfermato Ministro-presidente.

## Risultati
| Partito Popolare per la Libertà e la Democrazia | 2 279 130  | 21,87 | 34  |  |  |  |
| Democratici 66                                  | 1 565 861  | 15,02 | 24  |  |  |  |
| Partito per la Libertà                          | 1 124 482  | 10,79 | 17  |  |  |  |
| Appello Cristiano Democratico                   | 990 601    | 9,50  | 15  |  |  |  |
| Partito Socialista                              | 623 371    | 5,98  | 9   |  |  |  |
| Partito del Lavoro                              | 597 192    | 5,73  | 9   |  |  |  |
| Sinistra Verde                                  | 537 308    | 5,16  | 8   |  |  |  |
| Forum per la Democrazia                         | 523 083    | 5,02  | 8   |  |  |  |
| Partito per gli Animali                         | 399 750    | 3,84  | 6   |  |  |  |
| Unione Cristiana                                | 351 275    | 3,37  | 5   |  |  |  |
| Volt Paesi Bassi                                | 252 480    | 2,42  | 3   |  |  |  |
| JA21                                            | 246 620    | 2,37  | 3   |  |  |  |
| Partito Politico Riformato                      | 215 249    | 2,07  | 3   |  |  |  |
| DENK                                            | 211 237    | 2,03  | 2   |  |  |  |
| 50PLUS                                          | 106 702    | 1,02  | 1   |  |  |  |
| Movimento Civico-Contadino                      | 104 319    | 1,00  | 1   |  |  |  |
| BIJ1                                            | 87 238     | 0,84  | 1   |  |  |  |
| Code Oranje                                     | 40 731     | 0,39  | –   |  |  |  |
| NIDA                                            | 33 834     | 0,32  | –   |  |  |  |
| Splinter                                        | 30 328     | 0,29  | –   |  |  |  |
| Partito Pirata                                  | 22 816     | 0,22  | –   |  |  |  |
| JONG                                            | 15 297     | 0,15  | –   |  |  |  |
| TROTS                                           | 13 198     | 0,13  | –   |  |  |  |
| Altri <0,10%                                    | 50 750     | 0,49  | –   |  |  |  |
| Totale                                          | 10 422 852 | 100   | 150 |  |  |  |
|                                                 |            |       |     |  |  |  |
| Voti non validi                                 | 39 825     | 0,38  |     |  |  |  |
| Votanti                                         | 10 462 677 | 78,71 |     |  |  |  |
| Elettori                                        | 13 293 186 |       |     |  |  |  |

| Riepilogo dei voti (+/- elezioni 2017)          | Riepilogo dei voti (+/- elezioni 2017)          | Riepilogo dei voti (+/- elezioni 2017)          | Riepilogo dei voti (+/- elezioni 2017) | Riepilogo dei voti (+/- elezioni 2017) | Riepilogo dei voti (+/- elezioni 2017) | Riepilogo dei voti (+/- elezioni 2017) |
| ----------------------------------------------- | ----------------------------------------------- | ----------------------------------------------- | -------------------------------------- | -------------------------------------- | -------------------------------------- | -------------------------------------- |
| Partito Popolare per la Libertà e la Democrazia | Partito Popolare per la Libertà e la Democrazia | Partito Popolare per la Libertà e la Democrazia |                                        |                                        | 21,87%                                 | ▲ 0,58                                 |
| Democratici 66                                  | Democratici 66                                  | Democratici 66                                  |                                        |                                        | 15,02%                                 | ▲ 2,79                                 |
| Partito per la Libertà                          | Partito per la Libertà                          | Partito per la Libertà                          |                                        |                                        | 10,79%                                 | ▼ 2,27                                 |
| Appello Cristiano Democratico                   | Appello Cristiano Democratico                   | Appello Cristiano Democratico                   |                                        |                                        | 9,50%                                  | ▼ 2,88                                 |
| Partito Socialista                              | Partito Socialista                              | Partito Socialista                              |                                        |                                        | 5,98%                                  | ▼ 3,11                                 |
| Partito del Lavoro                              | Partito del Lavoro                              | Partito del Lavoro                              |                                        |                                        | 5,73%                                  | ▲ 0,03                                 |
| Sinistra Verde                                  | Sinistra Verde                                  | Sinistra Verde                                  |                                        |                                        | 5,16%                                  | ▼ 3,97                                 |
| Forum per la Democrazia                         | Forum per la Democrazia                         | Forum per la Democrazia                         |                                        |                                        | 5,02%                                  | ▲ 3,24                                 |
| Partito per gli Animali                         | Partito per gli Animali                         | Partito per gli Animali                         |                                        |                                        | 3,84%                                  | ▲ 0,65                                 |
| Unione Cristiana                                | Unione Cristiana                                | Unione Cristiana                                |                                        |                                        | 3,37%                                  | ▼ 0,02                                 |
| Volt Paesi Bassi                                | Volt Paesi Bassi                                | Volt Paesi Bassi                                |                                        |                                        | 2,42%                                  | Nuovo                                  |
| JA21                                            | JA21                                            | JA21                                            |                                        |                                        | 2,37%                                  | Nuovo                                  |
| Partito Politico Riformato                      | Partito Politico Riformato                      | Partito Politico Riformato                      |                                        |                                        | 2,07%                                  | ▼ 0,01                                 |
| DENK                                            | DENK                                            | DENK                                            |                                        |                                        | 2,03%                                  | ▼ 0,03                                 |
| 50PLUS                                          | 50PLUS                                          | 50PLUS                                          |                                        |                                        | 1,02%                                  | ▼ 2,09                                 |
| BBB                                             | BBB                                             | BBB                                             |                                        |                                        | 1,00%                                  | Nuovo                                  |
| BIJ1                                            | BIJ1                                            | BIJ1                                            |                                        |                                        | 0,84%                                  | ▲ 0,57                                 |
| Altri <0,5%                                     | Altri <0,5%                                     | Altri <0,5%                                     |                                        |                                        | 1,99%                                  | ▼ 0,89                                 |
|                                                 |                                                 |                                                 |                                        |                                        |                                        |                                        |
| Riepilogo dei seggi (+/- elezioni 2017)         |                                                 |                                                 |                                        |                                        |                                        |                                        |
|                                                 |                                                 |                                                 |                                        |                                        |                                        |                                        |
| BIJ1                                            | 1                                               | ▲ 1                                             |                                        | SP                                     | 9                                      | ▼ 5                                    |
| PvdD                                            | 6                                               | ▲ 1                                             |                                        | GL                                     | 8                                      | ▼ 6                                    |
| DENK                                            | 3                                               | ━                                               |                                        | PvdA                                   | 9                                      | ━                                      |
| Volt                                            | 3                                               | Nuovo                                           |                                        | D66                                    | 24                                     | ▲ 5                                    |
| 50PLUS                                          | 1                                               | ▼ 3                                             |                                        | BBB                                    | 1                                      | Nuovo                                  |
| CU                                              | 5                                               | ━                                               |                                        | VVD                                    | 34                                     | ▲ 1                                    |
| CDA                                             | 15                                              | ▼ 4                                             |                                        | SGP                                    | 3                                      | ━                                      |
| JA21                                            | 3                                               | Nuovo                                           |                                        | PVV                                    | 17                                     | ▼ 3                                    |
| FvD                                             | 8                                               | ▲ 6                                             |                                        |                                        |                                        |                                        |